# Euphorbia pteroclada
Euphorbia pteroclada är en törelväxtart som beskrevs av Leslie Larry Charles Leach. Euphorbia pteroclada ingår i släktet törlar, och familjen törelväxter.
Artens utbredningsområde är Kongo-Kinshasa. Inga underarter finns listade i Catalogue of Life.